# Solanum americanum
Solanum americanum, amb el nom comú en anglès d'American nightshade o Glossy nightshade, és una espècie de planta herbàcia d'amplia distribució però de lloc d'origen incert però dins la zona tropical i subtropical americana, d Melanèsia, Nova Guinea, i Austràlia.
Aquesta planta es troba naturalitzada a lazona tropical del Pacífic i de l'Índic, incloent Hawaii, Indoxina, Madagascar i Àfrica, probablement per una introducció antropogènica.
Solanum americanum és una de les espècies més variables morfològicament dins la secció botànica Solanum. Es pot confondre amb espècies del Complex Solanum nigrum.

## Descripció
Solanum americanum arriba a fer fins a 1,5 m d'alt i és una planta anual o perenne de curtavida. Té les fulles ceroses i de disposició alternada que varien molt de mida dins la planta. Les florsfan fins a 1 cm de diàmetre, són de color blanc i ocasionalment propra. El fruit és una baia negra de 5-10|mm de diàmetre que conté nombroses llavors petites.

## Taxonomia
Solanum americanum és un tàxon variable de vegades considerat com format per diverses espècies o per diverses subespècies. o fins i tot, alguns botànics la consideren la mateixa espècie que Solanum nigrum

## Toxicitat
Conté glicoalcaloides tòxics i s'ha d'anar amb compte en usarlo com planta medicinal (com es fa en la medicina tradicional africana) o com aliment. El fruit verd és particularment verinós i consumir-lo verd pot ocasionar la mort en els infants. Ripe berries and foliage may also cause poisoning. Això es deu als alts nivells de glucoalcaloides, solanina i solamargina,. Altres toxines presents inclouen la caconina, solasonina, solanigrina, gitogenina i traces de saponines, com també alcaloides tropans escopolamina (hioscina), atropina i hioscyamina.
Al Transkei, les persones que viuen a les zones rurals tenen una alta incidència de càncer d'esòfag pel fet d'usar S.americanum com aliment. També el ramat pot resultar enverinat pels alts nivells de nitrat que contenen les fulles.

## Ús com aliment
El fruit madur es prepara en melmelades o es menja cru. Els brots joves verds i bullits es mengen en diversos llocs. En altres llocs es mengen les fulles en amanida.

## Medicinal
Es fa servir com planta medicinal a Camerun, Kenya, Hawaii, Panamà, Sierra Leone, Tanzània i Pakistan. A la Xina se'n fa una infusió pel tractment del càncer cervical.
En la recerca científica s'ha demostrat que els extractes de S.americanum tenen activitat antivírica selectiva contra virus del tipus-1 herpes simplex (HSV-1).
Els extractes amb metanol de S.americanum tenen alta activitat antimicrobiana contra Escherichia coli, Pseudomonas aeruginosa, Staphylococcus aureus i Aspergillus niger. No tenen activitat antibacteriana els extractes amb aigua.